# Nana Kagga
Nana Hill Kagga Macpherson (còn được gọi là 'Nana Kagga-Hill' hay là 'Nana Hill' hay 'Nana Hill Kagga') là một nữ diễn viên, nhà làm phim, người sáng tạo nội dung, biên kịch, kỹ sư dầu khí và một diễn giả động lực người Uganda, nổi tiếng với tác phẩm của cô trên The Life, Beneath The Lies - The Series với tư cách là nhà viết kịch bản và nhà sản xuất điều hành, Star Trek và nhiều phim ảnh khác như một nữ diễn viên.
Cô là một trong những giám khảo chương trình Hoa hậu Uganda 2018.

## Cuộc sống và nền tảng giáo dục
Kagga được sinh ra ở Nairobi, Kenya với cha mẹ người Uganda làm nghề kỹ sư. Kagga là một người Muganda và là một phần của gia tộc cầm quyền truyền thống của bộ tộc Baganda, 'Bambejja' (công chúa). Kagga là người thứ ba trong số sáu người con của bố mẹ. Vào thời điểm sinh ra cô, cha mẹ cô đã lưu vong dưới thời chế độ của Tổng thống Idi Amin. Kagga lớn lên ở Uganda trong một gia đình khá giả. Ngoài cha và bà ngoại của cô, bốn anh chị em của cô cũng là kỹ sư. Kagga sống ở Kampala, Uganda với 3 đứa con. Cô thông thạo tiếng Anh và tiếng Luganda.

## Giáo dục
Kagga hoàn thành chương trình giáo dục tiểu học của mình tại Trường Phụ Huynh Kampala. Sau đó, cô đã học tại Trường Trung học Gayaza, một trong những trường nữ sinh uy tín nhất ở Uganda, qua các lớp O-Levels. Sau đó, cô đã học các lớp A-Levels của mình tại Red Maids School, Bristol, trường nữ sinh lâu đời nhất ở Anh. Kagga sau đó gia nhập Đại học Birmingham, Birmingham, Vương quốc Anh, nơi cô đã đạt được bằng Cử nhân Kỹ thuật Hóa học. Kagga là một học sinh giỏi xuất sắc trong lĩnh vực Khoa học, Nghệ thuật và Thể thao. Trong những ngày nghỉ hè, cô trở về Uganda và là người dẫn chương trình Jam Agenda trên WBS, một chương trình truyền hình Uganda phổ biến.